# Лоранс у будь-якому випадку
«Лоранс у будь-якому випадку» (англ. Laurence Anyways) — третій фільм канадського режисера, сценариста, продюсера та актора Ксав'є Долана, знятий у 2012 році. Світова прем'єра стрічки відбулася 18 травня 2012 року на Каннському кінофестивалі у програмі «Особливий погляд».

## Сюжет
У 1989 році, святкуючи в ресторані своє тридцятиріччя, Лоранс зізнається своїй дівчині Фред: вона — трансгендерна жінка. Після цього Фред вирішує скласти компанію Лоранс упродовж її перетворення. 

## У ролях
| Мельвіль Пупо | ···· | Лоранс          |
| Сюзанн Клєман | ···· | Фред            |
| Наталі Бай    | ···· | Жульєн          |
| Монія Шокрі   | ···· | Стефані         |
| Енн Дорваль   | ···· | Марте Дельтейль |

## Музика, що звучить у фільмі
- «If I Had a Heart» — Fever Ray
- «Bette Davis Eyes» — Kim Carnes
- «The Funeral Party» — The Cure
- «Tous les cris les S.O.S» — Марі Деніз Пеллетьє[en]
- «Монтекки и Капулетти» — С. С. Прокоф'єв
- «Oxygène» — Діян Дюфресн[en]
- «Симфонія № 4 IV.» — Йоганнес Брамс
- «Ouverture solennelle 1812» — П. І. Чайковський
- «Moisture» (Headman Club Mix) — Headman
- «1990» — Jean Leloup
- «Fade To Grey» — Visage
- «Симфонія № 5 I.» — Людвіг ван Бетховен
- «The Chauffeur» — Duran Duran
- «Enjoy the Silence» — Depeche Mode
- «C'est Zéro» — Джулі Масс[en]
- «Quel est l'enfant» — Mitsou
- «Ni trop tôt, ni trop tard» — Патрісія Тюлан
- «Les quatre saisons- L’été I.» — Антоніо Вівальді
- «A New Error» — Moderat
- «Pour que tu m'aimes encore» — Селін Діон
- «Already Gone» — Stuart A. Staples
- «7ème Gnossienne» — Ерік Саті
- «Les soirs de scotch» — Луче Дюфо[en]
- «Lets Go Out Tonight» — Крейг Армстронг

## Цікаві факти[2]
- Головну роль у фільмі мав виконати Луї Гаррель, натомість його замінив Мельвіль Пупо.
- Чоловіка, який показував квартиру Лоранс, грає батько Ксав'є Долана, Мануель Тадрос.
- Коли Фред (Сьюзенн Клєман) відвідує захід, на який вона запрошена, камера миттєво фокусується на обличчях декількох гостей. Один з них — режисер, Ксав'є Долан.